# Повіт Кадзуно
Пові́т Кадзуно́ (яп. 鹿角郡, かづのぐん, МФА: [kad͡zuno guɴ]) — повіт в префектурі Акіта, Японія.